# Scirus
Scirus era un motor de búsqueda específico de contenido científico. Fue el primer buscador de su tipo, creado por la editorial holandesa Elsevier. Semejante a CiteSeer y Google Scholar, estaba enfocado a la búsqueda de información científica en bases de datos especializadas. A diferencia de CiteSeer, Scirus no se centraba sólo en ciencias informáticas, y tampoco todo su contenido era de libre acceso. Algunos resultados se podían encontrar también en PubMed, o en cualquier revista de Elsevier, lo que requería de una suscripción para poder acceder al mismo.
En octubre de 2013, Elsevier anunció que cerraría Scirus a comienzos de 2014. En febrero de 2014 se cerró definitivamente el servicio, lo que ha supuesto la desaparición de Scirus.